# التعبرة (الرجم)

تعديل مصدري - تعديل

التعبرة هي إحدى قرى عزلة بني المصعب بمديرية الرجم التابعة لمحافظة المحويت، بلغ تعداد سكانها 189 نسمة حسب تعداد اليمن لعام 2004.